# Zlata Ivezić
Zlata Ivezić (Slavonski Brod, ) je hrvatska književnica. Piše pjesme.

## Životopis
Rodila se je u Brodu 1947. godine. Sklonost ka književnosti je pokazivala odrano, čitajući djela Ivane Brlić-Mažuranić, a poslije je sama pisala pjesme. Studirala je na Pedagoškoj akademiji, na kojoj je djelovala u literarnoj skupini Tribini mladeži. Doživjela je da su joj pjesme emitirali na radijskim postajama iz rodnog Broda, Vukovara i Osijeka.
Stvarala je u Hrvatskoj i poslije u emigraciji. Ondje je utemeljila časopis Hrvaticu. Svoja je djela objavila u hrvatskim glasilima Danici, Hrvatici, Hrvatskom glasu, Hrvatskom kalendaru i Hrvatskoj reviji.
Za svog boravka u SAD-u je vremenom postala poznata u zajednici američkih Hrvata. U Chicagu je 1972. godine osnovala prvu školu hrvatskog jezika u kojoj je sve do velikosrpske agresije na Hrvatsku bila učiteljicom. (hrvatskog jezika)) Nakon toga se je vratila u domovinu Hrvatskoj raditi kao učiteljica.
U Hrvatsku je došla ljeta 1990. kao predsjednica društva Hrvatska žena iz Chicaga (utemeljeno 1929.), osnovavši inicijativni Odbor Hrvatske žene u Domovini. 25. listopada iste godine ponovo je u Zagrebu, na osnivačkoj skupštini.
Nakon što su četnički pobunjenici u Borovom Selu masakrirali hrvatske policajce, organizirala je velike prosvjede u Chicagu i masovni odlazak u Washington, kad se je skupilo nekoliko stotina tisuća Hrvata(!)
Svoj angažman je protegla sve do samog američkog državnog vrha, pa je tako otišla tražiti i u samu Bijelu kuću zaustaviti rat u Hrvatskoj. Tad je bila s još troje Hrvata primljena u Bijelu kuću za izložiti svoja traženja.
Ona i suprug su dragovoljci Domovinskog rata. Čak su prodali kuću radi nabave potrebnih prehrambenih, odjevnih, medicinskih i inih materijala za hrvatske postrojbe, za ranjene hrvatske vojnike i civile te za brojne prognanike i izbjeglice. Sama se je osobno angažirala u dostavi potrebite pomoći, kao za dostavu ličkom selu Ričicama.
Bila je na brojnim hrvatskim bojišnicama: novogradiško, vinkovačko, naselju Maloj Bosni, Mirkovcima, Osijeku, a bila je na bojišnici u Kopačevskom ritu s generalom Kruljcem. Planirala je biti i na vukovarskoj bojišnici, no novi vojni raspored ju je vratio na novogradiško područje. U ratu je djelovala i kao snimateljica, pa je svojim snimkama dokumentirala brojne ratne trenutke s terena, bojišnica te ih arhivirala u čikaškom Hrvatskom institutu.
Napisala je knjige:
- Srebrne suze, zbirka pjesama

Pjesme su joj ušle u zbornik pjesama (KLD Rešetari) s pjesničkog skupa u Rešetarima O zemlji i zanovijeti u izboru Ivana Slišurića.
Redovito je sudionica Večeri hrvatske poezije i glazbe.
Članicom je Pjesničke udruge hrvatske iseljeničke lirike, udruge američkih hrvatskih pjesnikinja, koja godišnje održava skup u raznim američkim saveznim državama. (Večer hrvatske iseljeničke lirike, u organizaciji Pjesničke udruge hrv. iseljeničke lirike, HKM bl. Ivana Merza
Astoria, New York; Hrvatska baština muzej i knjižnica iz Clevelanda; Hrvatski nacionalni dom Cardinal Stepinac u Clevelandu)

## Vanjske poveznice
- Društvo Hrvatska žena Povijest